# هنري بورتون
هنري بورتون (27 مارس 1874 - 4 فبراير 1964) (بالإنجليزية: Henry Burton)‏ هو لاعب كريكت بريطاني.